# 살레르노
살레르노(이탈리아어: Salerno)는 이탈리아 캄파니아주 살레르노현에 있는 코무네이다. 티레니아해에 있는 살레르노 만에 있다.
살레르노는 코스티에라 아말피타나에서 가장 주요 도시이고 살레르노 의학교(세계 최초의 의과대학교)로 유명하다. 16세기에 남부 이탈리아의 영주들중 가장 강하던 산세베리노 가문의 통치를 받아고, 도시는 교육, 문화, 예술의 중심지가 됐고 가문은 당시 최고의 지식인들을 불러들였다. 1694년에 도시는 엄청난 지진과 전염병으로 타격을 받고 나중에는 18세기까지 스페인의 지배를 받는다. 그후에 나폴레옹의 지배를 받아 파르테노페아 공화국의 일부가 된다.
최근 도시에 역사에서는 이탈리아의 왕가 2차 세계대전에 연합군들과 협상을 벌여 1943년에 로마로 옮겨가기전까지 머물렀다.
짧은 기간에 불렸던 "남쪽 정부"는 이 도시에 세워졌고, 몇달 동안 이탈리아의 수도였다. 일부 연합군들은 상륙작전 도중에 살레르노 근처에 상륙했다.
오늘날 살레르노는 캄파니아 주와 이탈리아의 중요한 문화 중심지이며 많은 역사적 사건들을 겪었다. 도시는 많고 다양한 문화를 지녔다. 도시는 세 지역으로 나뉘는데 중세 시대의 예술 지역과 19세기의 거리와 아파트 블록으로 된 인구가 대다수있는 2차대전후 지역으로 나뉜다.

## 주요 볼거리

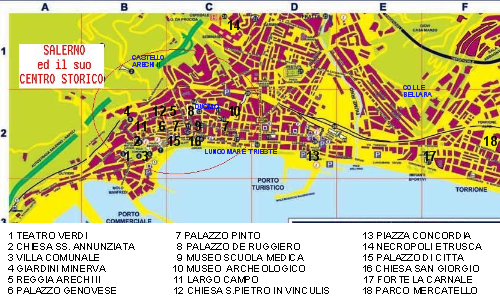
살레르노의 주요 관광지.

살레르노는 투어리스트 트라이앵글 오브 더 3P(폼페이(Pompeii), 포스티아노(Postiano), 파에스툼(Paestum)라는 별명을 가진 삼각지역의 중심지에 위치해있다. 이 특이함이 살레르노의 특별한 관광 특징을 주었다.

## 인구 통계
2007년에 살레르노에 거주하는 인구는 140,580명이며 이중 46.7%는 남성, 53.3%는 여성이다.

## 경제
살레르노의 산업 기반은 관광업과 서비스업이며 도시의 제조업은 1970년대의 경제 위기로 살아남지 못했다. 남은 제조업은 도자기와 식품 제조다.
살레르노의 항구는 티레니아해에서 가장 활발한 곳 중 하나이다. 1년에 약 70만 톤의 상품들이 옮겨진다.

## 기후
| Salerno, Italy의 기후    | Salerno, Italy의 기후 | Salerno, Italy의 기후 | Salerno, Italy의 기후 | Salerno, Italy의 기후 | Salerno, Italy의 기후 | Salerno, Italy의 기후 | Salerno, Italy의 기후 | Salerno, Italy의 기후 | Salerno, Italy의 기후 | Salerno, Italy의 기후 | Salerno, Italy의 기후 | Salerno, Italy의 기후 | Salerno, Italy의 기후 |
| 월                       | 1월                   | 2월                   | 3월                   | 4월                   | 5월                   | 6월                   | 7월                   | 8월                   | 9월                   | 10월                  | 11월                  | 12월                  | 연간                  |
| ------------------------ | --------------------- | --------------------- | --------------------- | --------------------- | --------------------- | --------------------- | --------------------- | --------------------- | --------------------- | --------------------- | --------------------- | --------------------- | --------------------- |
| 일평균 최고 기온 °C (°F) | 13.4 (56.1)           | 14.4 (57.9)           | 17.0 (62.6)           | 20.4 (68.7)           | 24.6 (76.3)           | 28.5 (83.3)           | 31.2 (88.2)           | 31.3 (88.3)           | 28.3 (82.9)           | 23.9 (75.0)           | 18.7 (65.7)           | 14.9 (58.8)           | 22.2 (72.0)           |
| 일일 평균 기온 °C (°F)   | 10.2 (50.4)           | 11.0 (51.8)           | 13.1 (55.6)           | 16.1 (61.0)           | 19.9 (67.8)           | 23.6 (74.5)           | 26.0 (78.8)           | 26.1 (79.0)           | 23.6 (74.5)           | 19.7 (67.5)           | 15.1 (59.2)           | 11.9 (53.4)           | 18.0 (64.5)           |
| 일평균 최저 기온 °C (°F) | 7.0 (44.6)            | 7.6 (45.7)            | 9.1 (48.4)            | 11.8 (53.2)           | 15.2 (59.4)           | 18.6 (65.5)           | 20.8 (69.4)           | 20.8 (69.4)           | 18.8 (65.8)           | 15.5 (59.9)           | 11.5 (52.7)           | 8.9 (48.0)            | 13.8 (56.8)           |
| 평균 강수량 mm (인치)    | 138 (5.4)             | 110 (4.3)             | 102 (4.0)             | 85 (3.3)              | 42 (1.7)              | 32 (1.3)              | 24 (0.9)              | 50 (2.0)              | 78 (3.1)              | 132 (5.2)             | 171 (6.7)             | 150 (5.9)             | 1,114 (43.8)          |
| 평균 강수일수            | 12                    | 11                    | 11                    | 10                    | 7                     | 5                     | 4                     | 5                     | 7                     | 9                     | 13                    | 14                    | 108                   |
| 출처: globopix           |                       |                       |                       |                       |                       |                       |                       |                       |                       |                       |                       |                       |                       |

## 자매 도시
- 일본 도노시 (1984)
- 프랑스 루앙 (2003)
- 프랑스 몽펠리에 (2008)
- 폴란드 보워민
- 미국 볼티모어 (2008)
- 불가리아 파자르지크 (2011)

## 같이 보기
- 살레르노 의학교
- 살레르노 공국
- 살레르노 기차역
- 살레르노 칼초